# La Trinitaria (kommun)
La Trinitaria är en kommun i Mexiko.   Den ligger i delstaten Chiapas, i den sydöstra delen av landet, 900 km sydost om huvudstaden Mexico City.
Följande samhällen finns i La Trinitaria:
- La Trinitaria
- Rodulfo Figueroa
- La Gloria
- Santa Rita
- Nueva Libertad
- Chihuahua
- Vicente Guerrero
- Nuevo Llano Grande
- Allende
- Nuevo Villaflores
- San Francisco de Asís
- Río Grande el Grijalva
- Juan Sabines Gutiérrez
- Flor de Mayo
- Michoacán
- Veinte de Abril
- San Caralampio Monte Pálido
- Guadalupe el Zapote
- El Alto
- El Paraíso
- San Antonio Tzalaní
- Reforma Agraria
- Antelá
- San Luis
- San Nicolás Buenavista
- José Castillo Tiélemans
- Tierra Blanca
- San Juan del Valle
- Nuevo Saltillo
- Santa Rosa
- Francisco I. Madero
- Francisco Villa
- Benito Juárez
- Nuevo Agua Zarca
- Juan Aldama
- El Porvenir
- Benito Juárez
- Nueva Rosita
- La Gloria
- Rubén Jaramillo
- Trece de Septiembre
- Santa Rosa el Oriente
- Perla del Grijalva
- San Lorenzo
- San José Candelaria
- Nuevo Porvenir
- Río de Janeiro
- Nueva Esperanza
- Nueva Venecia
- Acapulco
- Santa Rosa el Cobán
- Ocotal Ojo de Agua
- San Marcos
- Unión Lagartero
- Albores de Zapata I
- Sabinalito
- Seis de Marzo
- Libertad 1ro. de Enero
- Benito Juárez
- Victorico R. Grajales
- San José Guadalupe
- Nuevo Progreso
- Lindavista
- Nueva Loma Linda
- Los Pinos
- Nuevo Recuerdo
- Rafael Cruz Ocaña
- La Victoria
- Lucha Campesina II
- Ricardo Flores Magón
- El Palmar
- El Boquerón
- Ontela
- Santa Elena el Lagartero
- San Pablo
- Los Encuentros
- Loma Bonita
- Tzicumaltic
- As de Oro
- San Pedro el Porvenir
- Tres Arbolitos